# Francisco Correia Ferreira Rabelo
Francisco Correia Ferreira Rabelo (Curralinho, 15 de junho de 1844 — Sabará, 21 de junho de 1892) foi um político brasileiro. Exerceu o mandato de deputado federal constituinte por Minas Gerais em 1891.